# Kayla Pedersen
Pour les articles homonymes, voir Pedersen.
Kayla Pedersen, née le 14 avril 1989 à Flint (Michigan), est une joueuse américaine professionnelle de basket-ball.

## Biographie
À la Red Mountain High School de Mesa en Arizona, où sa famille s'est installée après avoir quitté le Michigan, elle conduit son équipe au titre de l'État en senior, après avoir cumulé 2 611 points, 1 444 rebonds, 434 passes et 304 contres. À Stanford, sous la direction de Tara VanDerveer, elle dispute le Final Four pendant son année de freshman avec 12,6 points et 8,4 rebonds par match, en commençant les 39 rencontres, ce qui lui vaut d'être nommée Freshman de l'année de la Pac-10. Défaits par les Huskies au Final Four, Pedersen inscrit néanmoins 17 points et 7 rebonds. Elle retourne avec Jeanette Pohlen au Final Four les trois autres années suivantes, mais les Cardinals buttent sur les Huskies avant de les battre en 2011, mais ils sont éliminés ensuite par les Aggies du Texas.
En senior, elle affiche 12,9 points à 47,3 %, 8,0 rebonds et 3,2 passes décisives, pour une moyenne en carrière de 13,0 points à 46,4 % (dont 33,3 % à trois points) avec des records à 30 points (29 novembre 2009) et 20 rebonds (le 22 décembre 2010).
Elle est choisie en septième position de la draft 2011 par le Shock de Tulsa. Bien que l'équipe connaisse une saison très mauvaise, l'entraîneur Nolan Richardson apprécie qu'elle persévère dans ses efforts et la surnomme la « nouvelle Larry Bird. »
Au cours de la saison 2013, elle est transférée du Shock au Sun du Connecticut.

## Palmarès
- avec USA Basketball au Mondial universitaires 2009
- avec USA Basketball au Mondial U 19 en 2007
- avec USA Basketball au Mondial U 18 en 2006[2]